# Уорд Ларсен
Уорд Ларсен (на английски: Ward Larsen) е американски пилот и писател на произведения в жанра трилър и шпионски роман.

## Биография и творчество
Уорд Ларсен е роден на 14 март 1961 г. в Сарасота, Флорида, САЩ. Следва право в Университета на Централна Флорида, където участва в отбора по американски футбол, и завършва през 1983 г. с юридическа степен. След дипломирането си постъпва във Военновъздушните сили на САЩ и след обучение на пилоти е назначен в 95-та учебна ескадрила за изтребители в авиобазата Тиндал, Флорида. По-късно се присъединява към 75-та изтребителна ескадрила в авиобазата Ингланд, Луизиана. Пътува много в чужбина и участва като пилот на изтребител в 25 бойни мисии по време на операция „Пустинна буря“, за което е удостоен с два медала. След напускане на армията става пилот в авиокомпания във Флорида, и лети както по международни, така и по вътрешни маршрути, реализирайки над 20 000 часа полетно време в десетки типове самолети. Едновременно е и федерален служител на правоприлагащите органи и следовател на авиационни произшествия.
Първият му роман „Перфектният убиец“ (The Perfect Assassin) от поредицата „Дейвид Слейтън“ е издаден през 2006 г. Главният герой, Дейвид Слейтън, е кидон, израелски убиец, който се дистанцира от Скотланд Ярд и предателска клетка високо в собственото си правителство, като преследва могъща фигура от подземния свят, изчезнал мистериозен кораб и неговият смъртоносен товар, които биха довели света до катастрофа. Романът получава редица награди: Златен медал от Обществото на военните писатели на Америка, наградата „Royal Palm“ и награда за книга на Флорида. Той е предвиден за екранизация от „Amber Entertainment“.
През 2010 г. стартира поредицата му „Джемър Дейвис“ с романа „Линия на полета“ (Fly By Wire). Най-известният му роман от поредицата е „Пасажер 19“. Героят, Джемър Дейвис, е пенсиониран пилот на изтребител, специалист по разследване на самолетни катастрофи, и разследва изчезването на един малък самолет над джунглата в Колумбия, който се оказва отвлечен, а в списъка на пътниците е дъщеря му. В хода на търсене на отвлечените се открива заговор, който стига до най-високите нива на властта във Вашингтон.
Писателят е двукратен носител на наградата на Флорида.
Уорд Ларсен живее със семейството си в Сарасота, Флорида. В свободното си време е запален водолаз.

## Произведения
Самостоятелни романи
- Stealing Trinity (2008)[1][2][3]
- Cutting Edge (2018)
Непобедим, изд.: ИК „Бард“, София (2023), прев. Венцислав Божилов
- Deep Fake (2023)

### Поредица „Дейвид Слейтън“ (David Slaton)
1. The Perfect Assassin (2006)[1][2][3]
2. Assassin's Game (2014)
3. Assassin's Silence (2016)
4. Assassin's Code (2017)
5. Assassin's Run (2018)
6. Assassin's Revenge (2019)
7. Assassin's Strike (2020)
8. Assassin's Dawn (2021)
9. Assassin's Edge (2022)
10. Assassin's Mark (2023)

### Поредица „Джемър Дейвис“ (Jammer Davis)
1. Fly By Wire (2010)[1][2][3]
2. Fly by Night (2011)
3. Passenger 19 (2016)
Пасажер 19, изд.: ИК „Бард“, София (2017), прев. Иван Златарски

### Екранизации
- ?? The Perfect Assassin